# جامع معاوية بن أبي سفيان (الأنبار)
جامع معاوية بن أبي سفيان من مساجد العراق الحديثة، ويقع في شارع الروسيين قرب هيئة الحج والعمرة، في قضاء الرمادي في محافظة الأنبار، والجامع مستلم من قبل ديوان الوقف السني في العراق وحالته مضبوطة، وبني في عام 1412هـ/1992م، ولقد شيد وبني على نفقة المحسنين، وتبلغ مساحتهُ 1000م2، ويحتوي الحرم على مصلى واسع مساحته 600م2، ويتسع لأكثر من 700 مصل، وتقام فيه صلاة الجمعة وصلاة العيدين والصلوات الخمس، وعدد المصلين في صلاة الجمعة يتراوح بين 500 و600 مصل، بينما لا يتجاوز عدد المصلين 25 مصل في الصلوات الخمس.
ومقابل الحرم فسحة طارمة مسقفة وتتخللها أعمدة تحمل أقواس جميلة، ويحتوي الجامع على منارة مئذنة عالية، ومن مرفقات الجامع دارين وقاعة مخصصة للمناسبات الدينية وغرفة مكتبة، ولقد تم ترميم وصيانة الجامع عدة مرات آخرها في عام 2005م.